# Gairloch
Gairloch är en ort i Storbritannien. Den ligger i kommunen Highland och riksdelen Skottland, i den nordvästra delen av landet, 800 km nordväst om huvudstaden London. Gairloch ligger 5 meter över havet och antalet invånare är 740.
Terrängen runt Gairloch är kuperad åt nordost, men åt sydväst är den platt. Havet är nära Gairloch västerut. Runt Gairloch är det mycket glesbefolkat, med 2 invånare per kvadratkilometer. Gairloch är det största samhället i trakten. Trakten runt Gairloch består i huvudsak av gräsmarker.